# Kinoshita Rigen
Kinoshita Rigen (木下 利玄?  1 de enero de 1886 - 15 de febrero de 1925) es el seudónimo del autor y vizconde japonés Kinoshita Toshiharu, conocido por su poesía tanka, activo en la era Meiji y la era Taishō de Japón.

## Primeros años
Kinoshita nació en lo que hoy es parte de la ciudad de Okayama, en la prefectura de Okayama, y fue un descendiente directo de un cuñado de Toyotomi Hideyoshi. Su tío, Kinoshita Toshiyasu, fue el 13.º y último daimio del han Ashimori (25 000 koku). Después de la Restauración Meiji, se le dio el título de vizconde (shishaku) bajo el sistema de la nobleza kazoku.  Cuando murió, su sobrino Kinoshita Rigen, de tan solo 5 años de edad, acabó convirtiéndose en el vizconde Kinoshita.  Kinoshita habría sido un daimio si el Shogunato Tokugawa hubiera durado tan solo unos cuantos años más. Kinoshita fue a la escuela Gakushuin, donde fue compañero de Mushanokōji Saneatsu. Posteriormente se graduó en el Departamento de Literatura de la Universidad de Tokio, donde entre sus compañeros se encontraba Shiga Naoya, además fue un estudioso del afamado poeta Sasaki Nobutsuna.

## Carrera literaria
Kinoshita fue cofundador de la sociedad Shirakaba ("Abedul Blanco"), junto con Shiga Naoya y Mushanokōji Saneatsu en 1910. Contribuyó extensamente a la revista literaria de la sociedad, con elegantes versos tanka, escritos en un lenguaje coloquial fácil de comprender. Kinoshita se casó con una compañera de estudios en 1911, el mismo año en que se graduó, y tuvo un hijo al año siguiente. Sin embargo, su hijo murió pronto; Kinoshita fue padre de dos hijos más y de una hija, pero solo el tercer hijo sobrevivió. Desde 1912 a 1916, Kinoshita enseñó en un instituto en el barrio Mejiro de Tokio.
Kinoshita publicó numerosas antologías de sus versos, incluyendo Kogyoku ("Pelota Roja", 1919) e Ichiro ("Un Callejón", 1924). Se unió al personal de la revista literaria Araragi en 1923.
Kinoshita se trasladó a Kamakura, en la prefectura de Kanagawa en 1919, dado que la brisa marina tenía una reputación de ser buena para trastornos pulmonares, y además era un lugar de residencia favorito para muchos autores de Shirakaba. Aun así, fue diagnosticado con tuberculosis en 1922 y murió el 15 de febrero de 1924. Sus cenizas fueron esparcidas en el templo familiar de Kinoshita de Daiko-ji en Okayama y en el Cementerio Yanaka de Tokio.

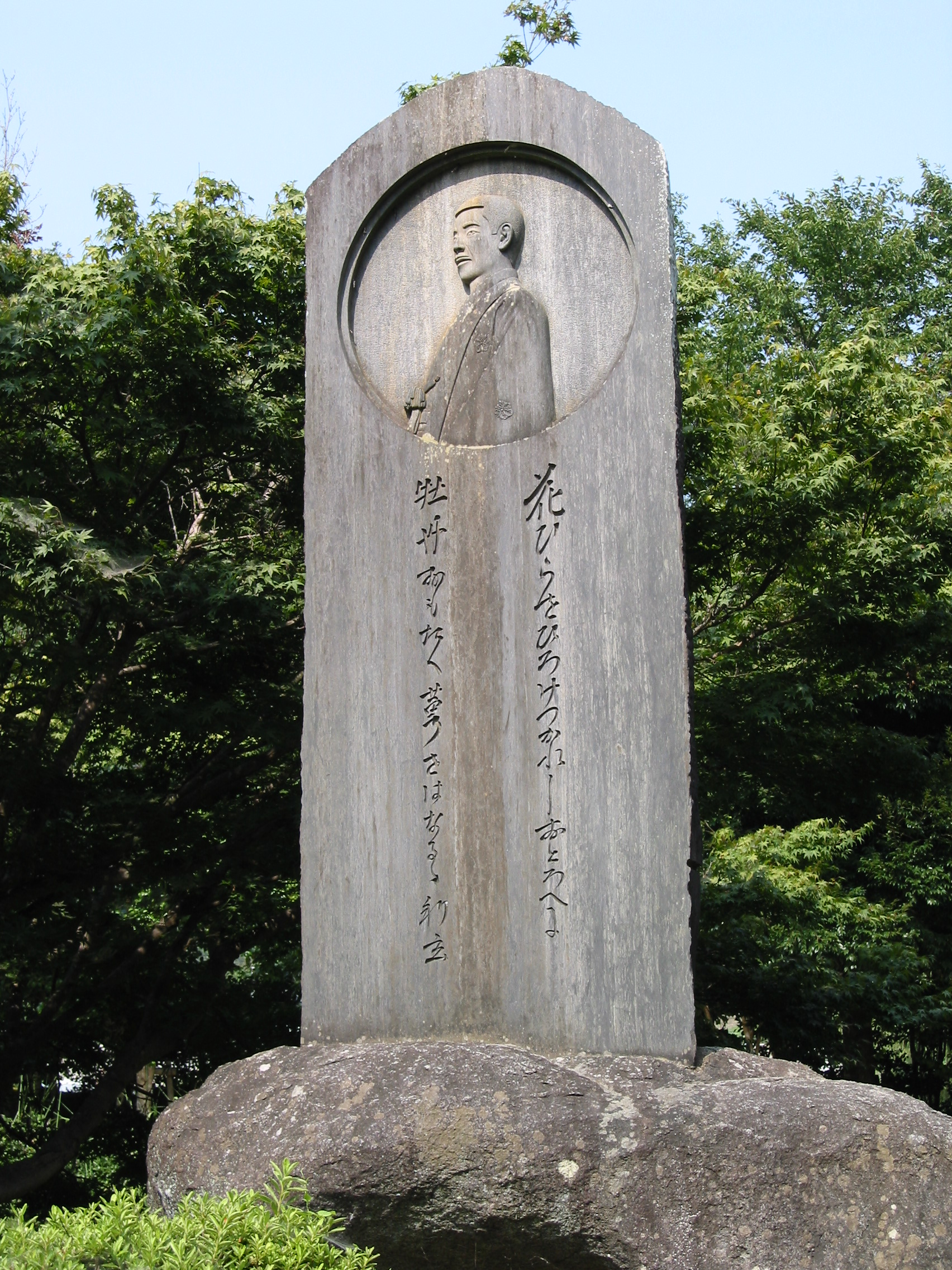
Monumento de piedra con tanka de Kinoshita Rigen en Ashimori, Okayama